# Seefeld (ville de Zurich)
Pour les articles homonymes, voir Seefeld.
Seefeld est un quartier de la ville suisse de Zurich. Il fait partie du 8e arrondissement.

Photo aérienne (1970)